# Ina Césaire
Pour les articles homonymes, voir Césaire.
Ina Césaire, née le 13 octobre 1942 à Fort-de-France et morte le 24 juin 2025 à Schoelcher, est une dramaturge et ethnographe française. Elle est autrice d'un roman, de pièces de théâtre, de poésie et d'essais universitaires. 

## Biographie
Ina Césaire est née le 13 octobre 1942 à Fort-de-France. Elle est la quatrième enfant et la première fille d'Aimé et Suzanne Césaire. Ses parents sont deux écrivains français de la Martinique liés au mouvement de la négritude francophone.
Elle étudie le Peul et les civilisations africaines à l’École nationale des langues orientales vivantes. En 1974, elle soutient une thèse de troisième cycle en philosophie sur les Peuls nomades Wodaabe du Niger à l’Université Paris I sous la direction de Bernard Teyssèdre. Elle est ensuite chargée de cours sur la littérature orale comparée à Paris XIII-Villetaneuse, Paris X-Nanterre, Paris VII-Jussieu et à l’Université des Antilles et de la Guyane (Campus de Schœlcher en Martinique) de 1972 à 1984. Attachée au CNRS, elle dirige l’équipe multidisciplinaire de recherche « Société et Culture de l’aire Caraïbe » sous la direction de Michel Leiris d’abord, puis de Louis-Vincent Thomas,. Elle dirige des recherches sur la culture caribéenne au Centre national de la recherche scientifique (CNRS). Elle est également réalisatrice de films dans le domaine de l'ethnologie sur la Toussaint et  le Mercredi des Cendres. Elle devient chargée de mission à la conservation du patrimoine de Martinique au CNRS.
En 1971, dans le cadre d’une mission de recherche du CNRS, elle collecte un certain nombre de contes lors de veillées mortuaires en Martinique et en Guadeloupe qu’elle transcrit et traduit. Elle les publient en 1976 sous le titre Contes de mort et de vie aux Antilles (Paris, Éditions Nubia). En 1980, elle écrit dans l'Historial antillais : « Quant au rôle du conte antillais, il est, selon nous, celui de la représentation, sous une forme symbolique, de la réalité sociale. »
Elle publie des recueils de contes antillais en créole et retranscrits en français : Contes de mort et de vie aux Antilles en 1976, et Contes de nuits et de jours aux Antilles en 1989. 
S'inspirant à la fois de son histoire personnelle et de sa carrière d'ethnographe, son œuvre littéraire témoigne d'une mémoire collective et dépeint les luttes d'émancipation aux Caraïbes. En 1985, elle publie la mise en scène d'une conversation entre ses deux grands-mères : Mémoires d’Isles, maman N et maman F. En 1992, elle aborde la thématique des grèves du sucre de 1870 dans Rosanie Soleil. Enfin en 1994, Zonzon Tête Carrée compile de façon humoristique des anecdotes et des légendes martiniquaises mettant en avant la diglossie, la situation des femmes martiniquaises dans le cadre d'un taxi collectif,.
Ina Césaire meurt en Martinique le 24 juin 2025 à l'âge de 83 ans,.

## Œuvres

### Chapitres d'ouvrages
- Ina Césaire, « Littérature orale et contes », dans Jean-Luc Bonniol, L'Historial Antillais, t. 1, Fort-de-France, Société Dajani, 1980, 591 p., p. 479-490.

### Pièces
- Mémoires d'Isles : Maman N. et Maman F., Êditions Caribéenes, 1985 (ISBN 2-903033-61-7 et 978-2-903033-61-3, OCLC 12372936, lire en ligne).
- L'Enfant des passages ou la Geste de Ti-Jean, 1987 (ISBN 2-903033-98-6 et 978-2-903033-98-9, OCLC 18208333, lire en ligne).
- La Maison close (éd.). création 1991.
- Rosanie Soleil et autres textes dramatiques, Karthala, 2011 (ISBN 978-2-8111-0488-7 et 2-8111-0488-7, OCLC 727706681, lire en ligne).

### En anglais
- (en-US) Les Filles du Feu (Rosanie Soleil), traduction : Judith G. Miller : nouvelles pièces de théâtre en français, New York : Ubu Repertory Theatre, 1993 : p. 1–53.
- (en-US) Christiane P. Makward, Judith Graves Miller et Cynthia Running-Johnson (trad. Christiane Makward et J. Miller), Plays by French and Francophone women : a critical anthology, University of Michigan Press, 1994 (ISBN 0-472-10263-X, 978-0-472-10263-1 et 0-472-08258-2, OCLC 30914472, lire en ligne), « Mémoires d'île ».

### Romans
- Zonzon Tête Carrée, Monaco, éd. du Rocher, 1994  (ISBN 978-2-268-01801-0) ; Monaco : Alphée/Le Serpent à Plumes, 2004.
- avec Simonne Henry Valmore, Objet perdu : lettre à Aimé, 2013 (ISBN 978-2-7087-0864-8 et 2-7087-0864-3, OCLC 868540816, lire en ligne).
- Moi Cyrilia, gouvernante de Lafcadio Hearn. 1888. Un échange de paroles à Saint-Pierre de la Martinique, Primento Digital Publishi, 2016 (ISBN 2-35639-177-0 et 978-2-35639-177-3, OCLC 946010041, lire en ligne).

### Contes
- avec Joëlle Laurent, Contes de mort et de vie aux Antilles, Nubia, 1976 (ISBN 2-85586-004-0 et 978-2-85586-004-6, OCLC 4462164, lire en ligne).
- Contes de nuits et de jours aux Antilles, Editions caribéennes, 1989 (ISBN 2-87679-033-5 et 978-2-87679-033-9, OCLC 21442725, lire en ligne).